# Mantalania sambiranensis
Mantalania sambiranensis là một loài thực vật có hoa trong họ Thiến thảo. Loài này được Capuron ex J.-F.Leroy mô tả khoa học đầu tiên năm 1973.